# Кордова (Алабама)
Кордова (англ. Cordova) — місто (англ. city) в США, в окрузі Вокер штату Алабама. Населення — 1728 осіб (2020).

## Географія
Кордова розташована за координатами 33°45′41″ пн. ш. 87°12′4″ зх. д. / 33.76139° пн. ш. 87.20111° зх. д. (33.761292, -87.201099). За даними Бюро перепису населення США в 2010 році місто мало площу 15,38 км², з яких 15,09 км² — суходіл та 0,29 км² — водойми.

## Демографія
Згідно з переписом 2010 року, у місті мешкало 2095 осіб у 842 домогосподарствах у складі 536 родин. Густота населення становила 136 осіб/км². Було 1023 помешкання (66/км²).
Расовий склад населення:
| - 83,4 % — білих - 14,5 % — чорних або афроамериканців - 0,8 % — корінних американців - 0,1 % — азіатів |

До двох чи більше рас належало 1,0 %. Частка іспаномовних становила 0,7 % від усіх жителів.
За віковим діапазоном населення розподілялося таким чином: 22,1 % — особи молодші 18 років, 57,9 % — особи у віці 18—64 років, 20,0 % — особи у віці 65 років та старші. Медіана віку мешканця становила 41,2 року. На 100 осіб жіночої статі у місті припадало 85,4 чоловіків; на 100 жінок у віці від 18 років та старших — 77,6 чоловіків також старших 18 років.
Середній дохід на одне домашнє господарство становив 29 246 доларів США (медіана — 19 139), а середній дохід на одну сім'ю — 38 483 долари (медіана — 29 934). За межею бідності перебувало 32,8 % осіб, у тому числі 44,2 % дітей у віці до 18 років та 16,0 % осіб у віці 65 років та старших.
Цивільне працевлаштоване населення становило 494 особи. Основні галузі зайнятості: освіта, охорона здоров'я та соціальна допомога — 24,7 %, роздрібна торгівля — 19,4 %, виробництво — 13,8 %, будівництво — 10,3 %.